# منتخب فرنسا لكرة الصالات
منتخب فرنسا الوطني لكرة قدم الصالات (بالفرنسية: Équipe de France de futsal FIFA)‏ هو ممثل فرنسا الرسمي في المنافسات الدولية في كرة الصالات .